# Híres reformátuskovácsháziak listája
Ez a szócikk azokat az ismert személyiségeket sorolja fel, akik Reformátuskovácsháza településén születtek, illetve más módon kapcsolódnak a településhez. A lista a teljesség igénye nélkül készült.
- Baja Sámuel iskolaigazgató volt (1945-1946 között)
- Bálványos Pálné iskolaigazgató volt (1985-1996 között)
- Bóné Erzsébet, híres reformátuskovácsházi tanár
- Csincsik Imre
- Csák Emil református lelkész volt
- Folbert Béla iskolaigazgató volt (1925-1944 között)
- Hedvig Mária iskolaigazgató volt (1996-? között)
- Illyés István iskolaigazgató volt (1947-1948 között)
- Jassik Lajos
- Kalocsa Róza
- Kocsis János (pártmunkás)
- Lengyel János iskolaigazgató volt (1894-1922 között)
- Máhler József iskolaigazgató volt (1981-1985 között)
- Matskásy László iskolaigazgató volt (1923-1925 között)
- Molnár Evelin a népiskola egyik fenntartója volt, Molnár Vilma testvére
- Molnár Vilma a népiskola egyik fenntartója volt, Molnár Evelin testvére
- Molnár Virág jelenlegi református lelkész
- Nagy Imre református lelkész volt
- Nagy Károly (lelkész)
- Nagyselmeczy István iskolaigazgató volt (1948-1980 között)
- Szabó Dániel református lelkész volt
- Szabó Jánosné Zacsok Mária független önkormányzati képviselő-jelölt 2014-ben. A városi közéletben aktívan vesz részt, belpolitikai fórumot vezet. Többek között Mellárné Gábor Enikő élettársának, Zacsok Ferencnek az unokatestvére, valamint Havancsák Piroska édesanyjának is unokatestvére.
- Tar János református lelkész volt.